# Invest in Skåne
Invest in Skåne AB var en del av marknadskoncernen Business Region Skåne som bildades 2008 som ägdes av Region Skåne Holding AB. Företaget avvecklades och övergick till förvaltningsform inom Region Skåne från 2022. Företagets uppdrag var att stärka det skånska näringslivet genom att hjälpa internationella företag att etablera sig eller expandera i  Skåne samt att hjälpa skånska bolag att växa internationellt, främst inom fokusområdena teknologi, avancerade material och tillverkning, life science, smarta hållbara städer och livsmedel. 
Invest in Skåne erbjöd stöd och rådgivning till utländska företag som vill investera i Skåne och hjälper skånska företag med exportfrågor. Företaget är värdorganisation för det europeiska affärsnätverket Enterprise Europe Network.
Den investeringsfrämjande verksamheten övergick till förvaltningsform inom regionala utvecklingsnämnden efter beslut i Regionfullmäktige i juni 2022 och därefter fortsatte namnet Invest in Skåne användas som varumärke.